# 温度マッピング
温度マッピングには、大きく2つのアプリケーションがある。自動車関連の温度マッピングとGMP、GDP関連の温度マッピングである。
現在では、EUではGMDPと呼ばれる。
本稿では、GxP関連の温度マッピングについて解説する。温度マッピングとはある一定の容積の空間の中の温度分布をマッピングすることである。
医薬品、ワクチンの保管、輸送、　恒温槽試験および　医療機器への滅菌は、ある一定温度で管理することが求めら、それをある科学的根拠をもって証明することが必要とされている。そこで、代表的な一点ではなく、15点の温度分布を取り、その結果から温度分布を把握し、空間に渡り十分温度が保証されていると確認する作業である。
Kay instrumentsのValidator がこの手法を欧米で確立したという。
作業は比較的シンプルで、Validatorには16本のセンサがある。1本は基準である15本のセンサを基準に合わせる、その後センサを空間に均等に取り付け、作業のワンサイクルのデータを取る。作業後に再度センサーを基準と比較し、終了となる。
基本的には、15本は規定温度内に入ることを想定している。入らなければ、それは規定を満たしてない滅菌器、および空調会社への改修を求めることになる。
なお、倉庫マッピングを行う際には季節変動が大きな影響を与えることを念頭におくことがある。これは米国の局方USP1079およびEU GMPにも記載されている。期間は3日でいいというものもあれば、2週間以上というものもある。
日本の場合は特に夏場の気温に関しての考慮が重要である。冬場はものによっては0度を超えていることさえ確保すればよいので、マッピングは必要とないと根拠を示せばよい。これにはリスクベースアプローチをした資料を残しておくことが重要である。
リスクアセスメントの実行つまり、センサーの配置は自社で作成することがより好ましい。リスクアセスメントが重要であるということは言うまでもないが、倉庫マッピングについてもそのとおりである。
また、倉庫マッピングに関しては、倉庫の壁にセンサーを取り付ける方法はお勧めできない。というのは、倉庫の壁自体が熱容量を持っているためである。
また、必要以上にセンサを取り付けることも推奨できない（ベストプラクティスの面からである。）運送中のリスク、およびその他のリスクとのマトリクスが必要である。（端的にこの作業のみをA社、他の作業をB社ではRisk assessmentと経営資源の調和が達成できない。）
WHOの資料はこちら
アメリカではこの分野では圧倒的にGE KAYE およびセンステックが強い。両者はISPEのCold Chain management にも記載されており、最近ではセンステックは学術文献にもよく使用される。
出典：
- Temperature mapping study of United States　distribution systems Ken Silverman
- WHO Temperature mapping of storage area:WHO
- ISPE Cold Chain management